# 刘世昌 (1921年)
刘世昌（1921年12月—2010年9月19日），祖籍河北定州明月店，出生于河北安国县东城村客籍回族，中国人民解放军开国少将。曾任八路军回民支队政委。中国共产党第十一、第十二次、第十三次全国代表大会代表。中央军委纪律检查委员会委员。

## 生平
出身于一个贫苦的回民家庭的独子。1938年2月参加革命，1938年加入中国共产党。
1955年被授予空军大校军衔。荣获二级独立自由勋章、二级解放勋章。1964年晋升空军少将军衔。
1988年离休后，组织人员回忆整理回民支队资料，出版了《冀中回民支队》一书。回忆史料《回民支队征战记》。

## 家人
- 妻子阮若琳：其父阮慕韩1931年入党，中共北方特科成员，北平中法大学、北平法商学院、天津国立法商学院教授，曾任八路军冀中军区司令部秘书长，1949年后长期任呼和浩特市长。阮若琳1945年入党。1945年5月24日结婚。[3]曾任中央电视台副台长、中国电视艺术家协会副主席，创办并担任中国电视剧制作中心主任。
- 长子刘捷音，1949年1月1日生于法库县天主教堂。上山下乡，后又当兵，1978年进京，在民航总局国际司工作，1978年到1985年被民航总局派遣到瑞士航空公司驻华代表处任站长助理和总经理秘书。1985年参与创建中国联合航空公司。1992年参与创建新华航空公司任副总经理。2001年新华航空被海航集团吞并后改任海航酒店集团副总、燕京饭店董事长。[4]2004年5月从海航集团离职，下海创办奥凯航空公司任总裁。[5]
- 女儿刘晓音
- 次子